# Operacja Serwal
Operacja Serwal (Opération Serval) – francuska operacja reagowania kryzysowego w Mali, trwająca od 11 stycznia 2013 do 15 lipca 2014. Celem operacji było odparcie ofensywy fundamentalistycznych bojowników islamskich, którzy podczas wojny domowej w Mali zajęli północny region tego kraju, Azawad. Operację wojskową koordynował Szef Sztabu Głównego Wojsk – admirał Edouard Guillaud, z kolei dowódcą operacji lądowej był pułkownik Paul Gèze. Nazwa operacji wzięła się od pustynnego drapieżnika – serwala. 
Kontynuacja Operacji Serwal przerodziła się w 2014 roku w Operację Barkhane.

## Tło
Po upadku reżimu Kadafiego w Libii w październiku 2011, walczący w jego służbie bojownicy tuarescy, powrócili do Mali wraz ze skradzioną bronią z magazynów libijskich, co umożliwiło im rozpoczęcie w styczniu 2012 walkę o niepodległość Azawadu. W wyniku operacji Tuaregów od stycznia do marca 2012, władze centralne utraciły kontrolę nad kilkoma miastami, a rebelianci zdobyli kontrolę nad większością terenu Azawadu. Niezadowolone z sytuacji wojsko zbuntowało się i 22 marca 2012 odsunęło od władzy prezydenta Amadou Toumani Touré Zamach stanu spowodował nałożenie na Mali sankcji przez społeczność międzynarodową. Sytuację polityczną wykorzystali Tuaregowie, którzy zainicjowali nową ofensywę wobec bezradnego wojska w wyniku czego zajęli najważniejsze miasta północnego Mali: Kidal, Gao, Timbuktu. Rebelianci tuarescy ogłosili swoje zwycięstwo i 6 kwietnia 2012 proklamowali niepodległość Azawadu.
W walce z siłami rządowymi Tuaregów wspomogli islamscy radykałowie. Pod koniec czerwca 2012 w Azawadzie między stronami doszło do wojny, w wyniku której islamscy radykałowie pokonali Tuaregów i wypędzili ich z głównych miast. W krótkim czasie Al-Ka’ida Islamskiego Maghrebu, Ansar ad-Din i Ruch na rzecz Jedności i Dżihadu w Afryce Zachodniej przejęły kontrolę nad całym Azawadem, zaprowadzając tam własne porządki i prawo opierające się na szariacie. Wobec groźby ataków terrorystycznych w Afryce i Europie przygotowywanych przez fundamentalistów z Azawadu, opracowano przy malijskim poparciu plan odbicia tego obszaru przez kraje stowarzyszone w ECOWAS. Plan operacji został ostatecznie zatwierdzony 20 grudnia 2012 przez Radę Bezpieczeństwa ONZ. Dzień później islamiści i MNLA ogłosiły zakończenie walk.
Jednak 10 stycznia 2013 walki zostały wznowione i Prezydent Republiki Mali Dioncounda Traoré po zajęciu przez rebeliantów miasta Konna poprosił Francję o interwencję militarną.

## Siły francuskie i wsparcie logistyczne
W pierwszych dniach operacji udział wzięły dwa francuskie samoloty Dassault Mirage F1CR i sześć myśliwców Mirage 2000D, które stacjonowały w Czadzie. W operacji udział wzięły trzy cysterny latające KC-135 Stratotanker, a także samoloty transportowe Lockheed C-130 Hercules i Transall C-160. Od 13 stycznia 2013 w nalotach uczestniczyły cztery wielozadaniowe samoloty myśliwskie Rafale Do Mali wysłano również dwa lekkie helikoptery Aérospatiale Gazelle, jednak zostały one uszkodzone na początku operacji powietrznej. 750 żołnierzy wojsk lądowych zostało rozlokowanych w Mopti oraz Bamako.
Po rozpoczęciu operacji Serwal stworzono most powietrzny między Paryżem i Bamako. Ze względu, iż Francja nie posiadała dużej floty samolotów transportowych, wsparcia jej udzieliły państwa członkowie NATO. Oprócz wielu samolotów transportowych, nad malijskim niebem pojawiły się również samoloty szpiegowskie, mające namierzać rebeliantów. 13 stycznia 2013 Royal Air Force wydzieliły do działań w ramach wsparcia logistycznego dwa C-17 i samolot szpiegowski Sentinel R-1. Transportowały one francuskich wojskowych i sprzęt. Samoloty te transportowały francuskie pojazdy opancerzone do Bamako. 15 stycznia 2013 do Mali swój C-17 wysłała Kanada. Duński parlament wydał zgodę na udział w operacji maszyny Lockheed C-130 Hercules, natomiast Belgia wysłała dwa samoloty C-130S wraz z lekkim helikopterem medycznym Agusta A109E Power i 80-osobowym personelem. Niemieckie siły powietrzne wysłały do Bamako dwa samoloty Transall C-160, które będą transportowały żołnierzy państw afrykańskich. Berlin zobowiązał się ponadto do udzielenia pomocy medycznej i humanitarnej. Także Zjednoczone Emiraty Arabskie transportowały francuskich żołnierzy na pokładach dwóch C-17 Globemaster III.
Stany Zjednoczone zaproponowały pomoc w transporcie, łączności oraz kwestiach wywiadowczych. 17 stycznia 2013 zdecydowały się również wysłać do Mali samoloty transportowe – Boeing C-17 Globemaster III oraz Lockheed C-5 Galaxy. Ponadto Stany Zjednoczone sformowały w lutym 2013 w Nigrze 100-osobowy wojskowy oddział wywiadowczy odpowiedzialny za współpracę z siłami francuskimi w Mali. Rząd w Nigrze wyraził również zgodę na stacjonowanie na terenie swojego kraju amerykańskich samolotów bezzałogowych, które miały zbierać dane wywiadowcze na temat islamistycznych bojowników w północnym Mali i całym regionie saharyjskim.
18 stycznia 2013 do Mali dotarł hiszpański C-130 Hercules. 20 stycznia 2013 pomoc logistyczną zaoferowała Rosja. Wynajęto również ukraińskie transportowce An-124 Rusłan. 26 stycznia 2013 Stany Zjednoczone zgodziły się wysłać samoloty-cysterny KC-135, które będą zaopatrywać w paliwo francuskie myśliwce i bombowce atakujące pozycje islamistów na północy Mali. Symbolicznego wsparcia udzieliła Polska, wysyłając 20-osobowy kontyngent logistyczno szkoleniowy.

## Taktyka
W pierwszym tygodniu operacji francuskie siły powietrzne bombardowały nacierających na południe Mali bojowników, by powstrzymać ich postępy. Dokonywano również nalotów na twierdze rebeliantów w północnym Mali, doprowadzając do ucieczki dużych grup partyzanckich z miast, co ułatwiło w następnej fazie operacji siłom lądowym przechwytywanie kolejnych bastionów. W nalotach kluczową rolę odgrywały myśliwce Mirage, Rafale oraz lekkie śmigłowce Gazelle. Śmigłowce były jednak podatne na ogień z ziemi prowadzony przez dobrze uzbrojonych dżihadystów, którzy broń wykradli z libijskich magazynów, które były niezabezpieczone podczas tamtejszej wojny domowej z 2011.
W pierwszych dniach operacji lotniczej niszczono infrastrukturę wojskową rebeliantów w taktycznych miejscach pustynnych obszarów północnego Mali. Rozlokowano również żołnierzy w takich miastach jak Mopti by odciąć rebeliantom drogę na stolicę Mali. W wyniku nalotów z miast w północnym Mali, rebelianci opuszczali swoje pozycje, jednak na froncie centralnym nadal utrzymywali silną pozycję, czego przejawem było zajęcie Diabaly 14 stycznia 2013. W związku z tym francuski kontyngent był stale wzmacniany, przygotowywano się do rozpoczęcia operacji lądowej. Jednocześnie do Mali przybywały pierwsze wojska wchodzące w skład zachodnioafrykańskich wojsk AFISOM.
W przededniu rozpoczęcia lądowego natarcia, ugrupowanie powiązane z Al-Ka’idą Islamskiego Maghrebu dokonały ataku i uprowadzenia setek osób w tym 132 cudzoziemców na polach gazowych In Amnas w Algierii. Według terrorystów był to odwet za francuskie bombardowania w Mali. Po czterech dniach i szturmie algierskich jednostek specjalnych uwolniono zakładników, jednak 39 z nich poniosło śmierć.
Problematyczną sprawą okazała się kwestia sił malijskich, które przez lata były szkolone przez amerykańskich instruktorów. Według analityków wojskowych, malijscy żołnierze mieli otrzymać sporo wiedzy z zakresu działania na polu bitwy, lecz brakowało im świadomości w zakresie „wartości i etyki”. W związku z tym nie czuli się przedstawicielami oraz obrońcami państwa i narodu, co przekłada się na niskie morale, skłonność do dezercji i organizowanie zamachów stanu oraz łamanie praw człowieka. Ujawniło się podczas francuskiej ofensywy, kiedy to po oddaniu przez Francję im kontroli nad poszczególnymi miastami, żołnierze dokonywali pozasądowych egzekucji na osobach podejrzanych o sympatyzowanie z Tuaregami lub islamistami. Tego rodzaju wojsko nie będzie więc w stanie utrzymać zdobyczy poczynionych przez Francuzów.
Dżihadyści ewakuowali się z bombardowanych miast i unikali walnych starć, dzięki czemu opór stawiany przez z nich był znikomy. Zdawali sobie sprawę, że nie mają większych szans w walce z siłami sprzymierzonych. Jednak Francja, mimo początkowych łatwych sukcesów, nastawiała się na ewentualność długotrwałych walk partyzanckich, dlatego do Mali ściągała ciężki sprzęt oraz uzbrojenie. Oprócz transportu broni przez drogę powietrzną, z Tulonu wyruszył duży okręt desantowy Dixmude klasy Mistral, wyładowany uzbrojeniem i żołnierzami. Na Dixmude, który 29 stycznia 2013 dotarł do portu w Dakarze, umieszczono kilkadziesiąt różnych pojazdów, od transporterów opancerzonych zbudowanych przez przedsiębiorstwo Nexter (odpowiednik KTO Rosomak), po szereg ciężarówek logistycznych. Rozważana jest również kwestia wysłania najcięższych czołgów Leclerc.
Wizyta francuskiego prezydenta François Hollande’a w Mali z 2 lutego 2013 była symbolicznym zakończeniem ofensywy przeciwko ekstremistom. Od tego momentu rozpoczęła się kolejna faza operacji Serwal. Rozbici islamiści przegrupowali siły i czynili przygotowania do wojny partyzanckiej. Tymczasem siły francuskie wspierane przez wojsko czadyjskie i malijskie przerzucano na pustynny płaskowyż w północnych sektorach Mali, gdzie swoje bazy miała Al-Ka’ida Islamskiego Maghrebu i jej satelickie ugrupowania. Luty 2013 był początkiem ataków rebeliantów na konwoje wojsk francuskich oraz miasta odbite przez armie sprzymierzonych. Zdecydowana przewaga podmiotów interweniujących nad dżihadystami nie pozwoliła im zdobycia przewagi terytorialnej, jednak powodowało przeciąganie się misji oraz powiększało straty aliantów.
W rezultacie francuskiej ofensywy wyparto dżihadystów z największych miast na północy Mali, jednak pozostali oni aktywni nadal na prowincji prowadząc działania zbrojne coraz bardziej brutalnymi metodami. 8 kwietnia 2013 rozpoczęło się wycofywanie 4-tysięcznego francuskiego kontyngentu, który do czasu wyborów generalnych zaplanowanych na lipiec 2013 zostanie uszczuplony o połowę. Miejsce Francuzów zajmie kontyngent wojsk zachodnioafrykańskich AFISMA i czadyjskich liczący 6300 żołnierzy i 550 osób w tym 200 europejskich instruktorów EUTM Mali.

## Przebieg operacji
11 stycznia 2013 Prezydent Republiki Francuskiej odpowiedział pozytywnie na prośbę Prezydenta Republiki Mali, w wyniku czego już wieczorem tego samego dnia, do działań przystąpiły francuskie samoloty. Po całonocnych nalotach podczas których wykorzystywano samoloty Mirage 2000D i samoloty rozpoznawcze Mirage F1CR zniszczono centrum dowodzenia bojowników muzułmańskich w pobliżu miasta oraz dwa inne cele. Podczas nalotów na pozycje bojowników zmierzających do Mopti, jeden z helikopterów (Gazelle) francuskich sił specjalnych został trafiony. Udało mu się bezpiecznie dolecieć do bazy, jednak w wyniku postrzelenia zginął jego pilot. Przyczyną śmierci porucznika pilota Damiena Boiteux, było wykrwawienie po zadaniu rany na wysokości tętnicy uda, najprawdopodobniej za pomocą AKM. Także w wyniku silnego ostrzału z karabinów maszynowych uszkodzony został drugi Gazelle biorący udział w ataku na konwój muzułmańskich partyzantów.
Minister Obrony Republiki Francuskiej Jean-Yves Le Drian powiedział 12 stycznia 2013, że w operacji udział brały setki żołnierzy. 550 żołnierzy zostało rozlokowanych w Mopti oraz Bamako. W walkach na froncie w pierwszych trzech dniach zginęło ponad 100 osób, w tym 11 malijskich żołnierzy i 11 cywilów. Świadkowie walk w Konnie oznajmili, iż doliczyli się 148 ciał ofiar. 13 stycznia 2013 cztery myśliwce Rafale dokonały kilku nalotów na cele w mieście Gao, kontrolowanym przez MUJAO, niszcząc wykorzystywany przez islamistów obóz treningowych oraz centrum logistyczne. W nalotach na Gao zginęło 60 osób, a islamiści wycofali się z miasta. Zniszczono również magazyn broni wykorzystywany przez Ansar ad-Din w pobliżu miasta Kidal, oraz zbombardowano obóz treningowy w mieście Lere, który następnie został zajęty przez wojsko Mali. Uderzenia lotnicze miały miejsce również w Douentie i Nampali oraz pod miejscowością Afhabo kontrolowaną przez Ansar ad-Din. Tymczasem minister spraw zagranicznych Republiki Francuskiej Laurent Fabius powiedział, że operacja wojskowa potrwa kilka tygodni. 15 stycznia 2013 Jean-Yves Le Drian potwierdził, że miasto pozostawało pod kontrolą rebeliantów, co podważyło prawdziwość poprzednich doniesień o wynikach walk o to miasto.

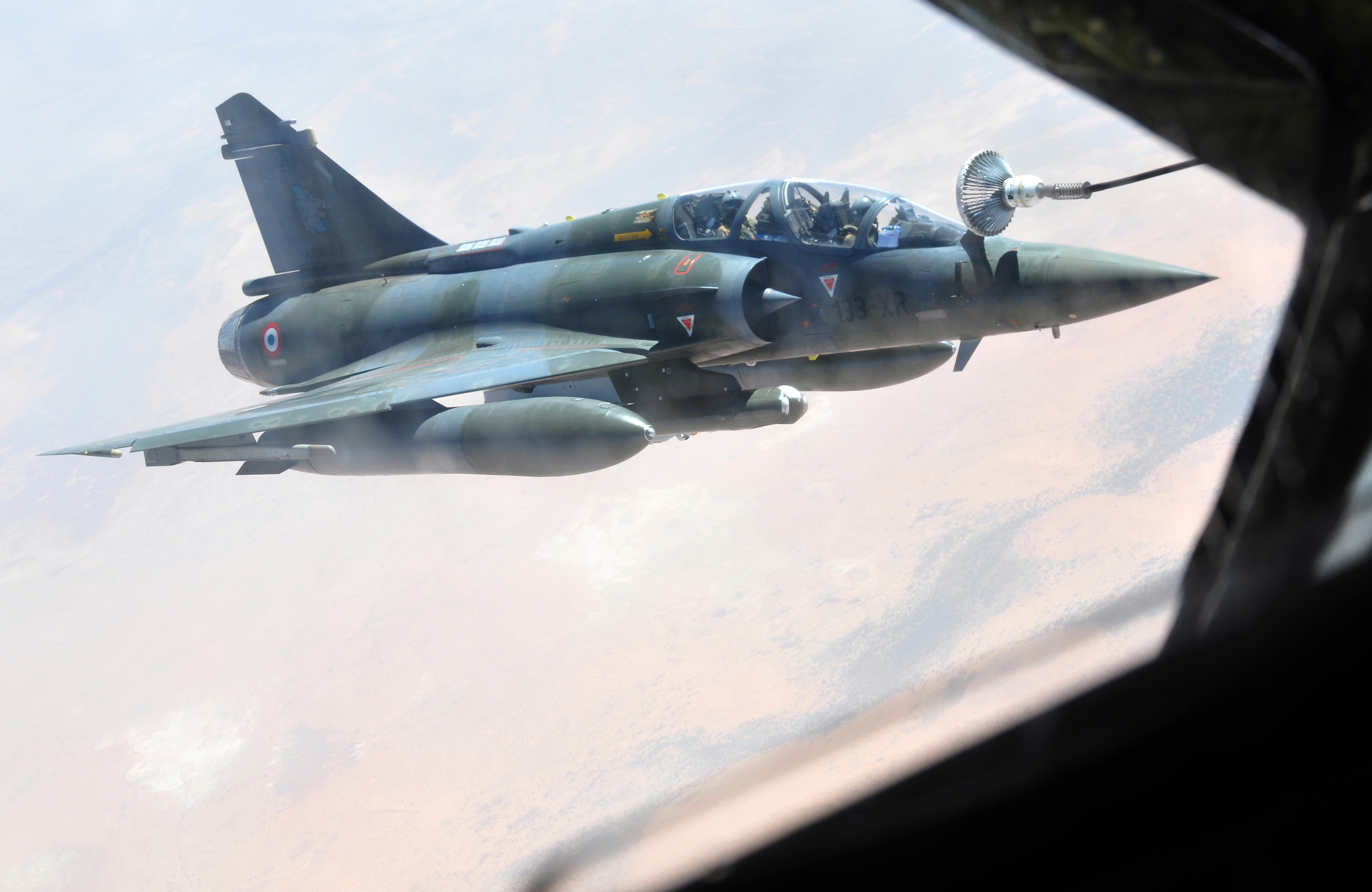
Tankujący Dassault Mirage 2000D w trakcie operacji Serwal

Po zajęciu miasta Diabaly przez Al-Kaidę Islamskiego Maghrebu (14 stycznia 2013), Francuzi wysyłali piechotę i Legię Cudzoziemską do obrony miasta Segou. 15 stycznia 2013 z Abidżanu do Bamako przybyła kolumna pancerna ze 150 żołnierzami. W Bamako i Mopti stacjonowało tym samym 750 żołnierzy francuskich, padły także zapowiedzi o zwiększeniu liczebności wojsk do 2500. Rano 16 stycznia 2013 Szef Sztabu Wojsk Francuskich Sił Zbrojnych admirał Edouard Guillaud zapowiedział, że wojsko ruszy do bezpośrednich walk na lądzie z dżihadystami. Wojska lądowe Francji skierowały się ku Diabaly. Dwa kilometry od miasta doszło do walk z bojownikami Ansar ad-Din. Francuzi ostrzelali miasto od południa. 17 stycznia 2013 francuskie oddziały zbrojne liczyły 1400 żołnierzy. W nocy 50 pojazdów opancerzonych opuściło Bamako i skierowało się ku Diabaly. Francuski transport dotarł do miasta Niono, 70 km od miejsca walk. Komandosi francuscy m.in. 1er Regiment de Parachutistes d'Infanterie de Marine zwalczali napastników w Diabaly, zajęli również strategiczny most na rzece Niger między Ségou i Diablą. Atak komandosów został odparty przez partyzantów, którzy rozszerzali swoją strefę wpływów, gdyż 17 stycznia 2013 dotarli do miasta Banamba, 150 km na północ od Bamako. Do Mali przybył wówczas dwustuosobowy kontyngent wojsk czadyjskich. Tego samego dnia Konnę odbiły siły malijskie i francuskie jednostki specjalne. Przed ich wejściem, miasto zostało zbombardowane.
W odwecie za operację Serwal, 16 stycznia 2013 uzbrojona grupa islamska na algierskim polu gazowym In Amnas porwała 132 cudzoziemców, pracowników koncernów naftowych. Wśród zakładników było wielu obcokrajowców w tym Norwegowie, Amerykanie, Japończycy oraz obywatele Francji i Wielkiej Brytanii. Porywacze zażądali zakończenia francuskich operacji wojskowych w Mali i zagrozili, że próba odbicia zakładników „zakończy się tragicznie”. Terroryści zażądali ponadto uwolnienia 100 więzionych fundamentalistów przebywających w algierskich więzieniach. 17 stycznia 2013 trwała operacja zwalczania napastników i odbijania zakładników z terenu instalacji gazowych w In Amnas. W wyniku szturmu wielu napastników zostało zabitych. Nieokreślona dokładnie liczba zakładników zdołała wówczas uciec, jednak terroryści zabili kilku zakładników. Kolejna akcja algierskich antyterrorystów odbyła się 19 stycznia 2013, który ostatecznie zakończył czterodniowy kryzys, którego bilansem było uwolnienie łącznie 107 z 132 cudzoziemców i 655 Algierczyków. Tym samym śmierć poniosło 38 zakładników i 29 porywaczy.

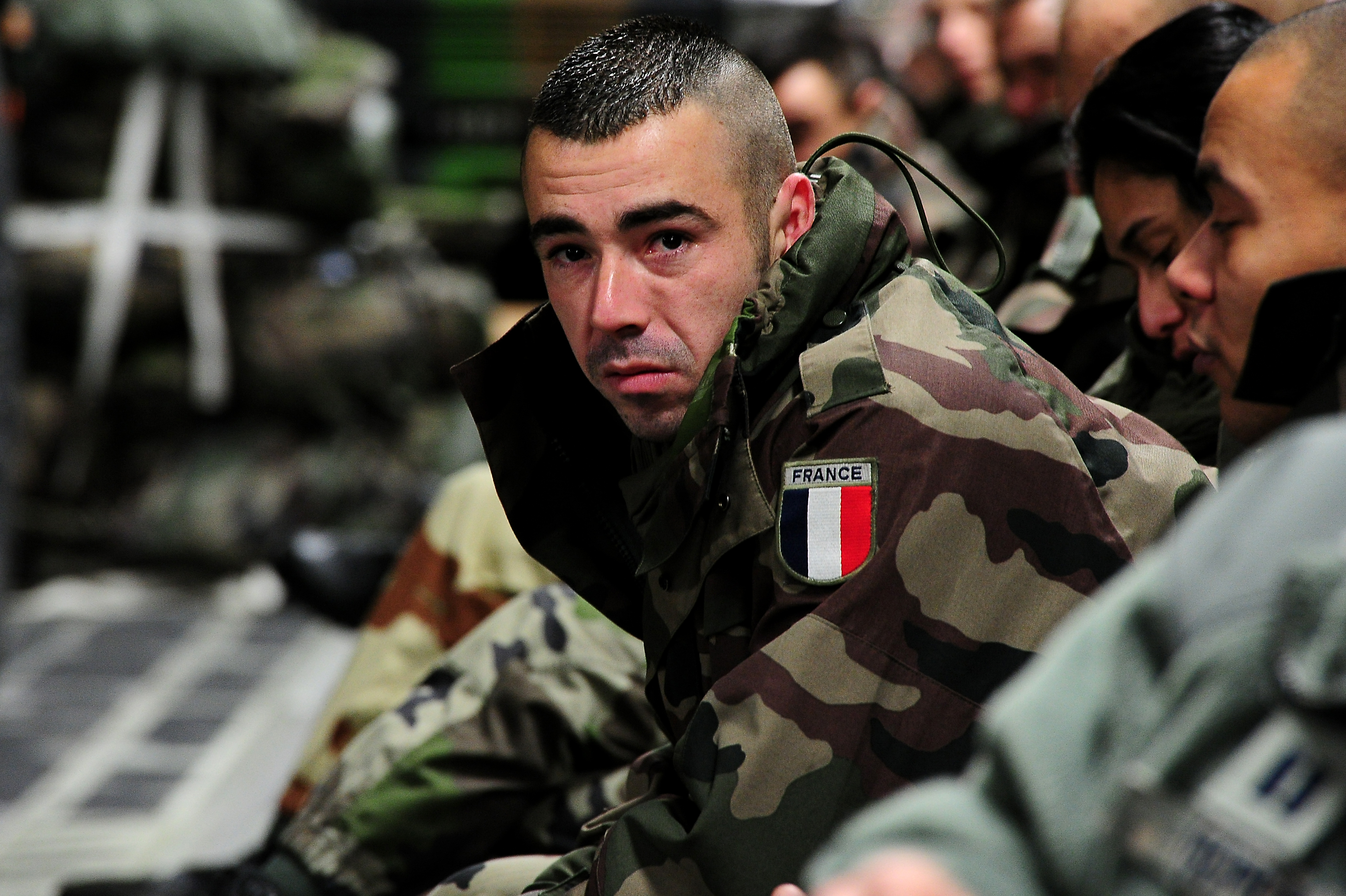
Francuski żołnierz

17 stycznia 2013 siły francuskie, których liczba stale rosła, rozpoczęły ofensywę naziemną. Już w pierwszym dniu zajęto miasto Konna, które stanowiło wejście do północnego Mali. Do 21 stycznia 2013 przełamanie rebeliantów na linii miast Diabaly – Konna – Douentza, dzięki czemu powstałą możliwość wejścia na ziemie dawnego Azawadu.

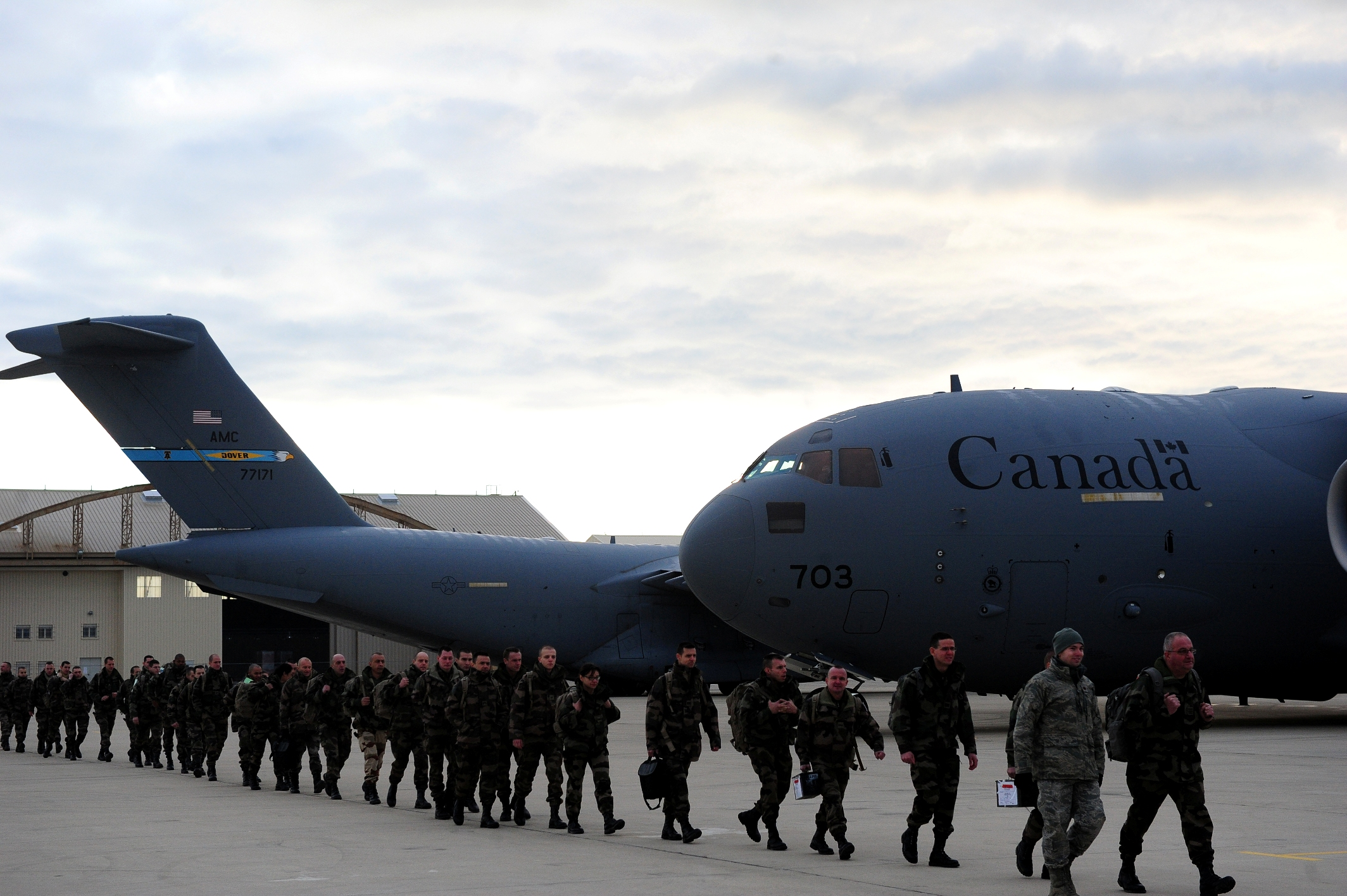
Francuscy żołnierze szykujący się na załadunek na kanadyjski C-17 Globemaster III we francuskiej bazie Istres

W międzyczasie do Bamako nadciągały wojska zachodnioafrykańskie transportowane przez samoloty transportowe należące do natowskich krajów. W stolicy Mali pojawili się żołnierze z Nigerii, Togo, Beninu, Senegalu i Burkina Faso, którzy jako pierwsi przystąpili do działań zbrojnych. Unia Europejska rozpoczęła przygotowania do rozmieszczenia w Mali niebojowej, Misji Szkoleniowej Unii Europejskiej w Mali (EUTM Mali). Kiedy siły malijsko-francuskie nacierały na miasto Gao, w Nigrze przygotowywano batalion sił czadyjsko-nigerskich liczący 2500 żołnierzy, do otwarcia drugiego frontu od strony miasta Kidal i połączeniu się z siłami nadciągającymi od południa. W dniach 26-30 stycznia 2013 odbito trzy główne miasta północnego Mali – Gao, Timbuktu, Kidal.
18 stycznia 2013 z Diabaly w wyniku operacji wojsk francuskich, zaczęli uciekać rebelianci, a dzień później opuścili je ostatni islamiści. Wieczorem 19 stycznia o godz. 20:00 i 20:30 oraz w nocy 20 stycznia 2013 o godz. 1:00 doszło po raz pierwszy do bombardowań w Timbuktu. Podczas trzech nalotów zniszczono magazyn broni. Tymczasem w Mali stacjonowało już 2150 francuskich żołnierzy. 20 stycznia 2013 Francuzi zajęli pozycje w Sevare i Niono, 60 km na południe od Diabaly, do którego 21 stycznia 2012 o godz. 9:00 wjechała kolumna ok. 30 wozów opancerzonych, w których znajdowało się 200 żołnierzy malijskich i francuskich. Przed wkroczeniem do miasta śmigłowce Gazelle przeprowadziły tam działania rozpoznawcze. Tego samego dnia kolumna wojsk francusko-malijskich wjechała również do Douentzy, skąd uprzednio wycofali się rebelianci.
22 stycznia 2013 podczas bombardowania Timbuktu zniszczono pałac, który wybudował tam sobie były libijski przywódca Mu’ammar al-Kaddafi. Bombardowany pałac kontrolowali islamscy liderzy z Ansar ad-Din i AQIM. Zniszczono też m.in. magazyn paliwa partyzantów na przedmieściach miasta oraz ostrzeliwano kryjówki MUJAO w okolicach Gao. W nocy z 23 na 24 stycznia 2013 podczas nalotów na Ansongo, 80 km od Gao, zniszczono dwie bazy rebeliantów. 25 stycznia 2013 siły malijsko-francuskie wkroczyły do Hombori i kierowały się ku oddalonemu o 200 km Gao, które było wówczas bombardowane z powietrza. Tymczasem islamscy ekstremiści wysadzili mające znaczenie strategiczne most na Nigrze, aby uniemożliwić szybkie przybycie z tamtejszych baz dwóch tysięcy żołnierzy Czadu, mających otworzyć drugi front.
Gao zostało odbite z rąk MUJAO 26 stycznia 2013. Przed wejściem do miasta francuscy komandosi zabezpieczyli tamtejsze lotnisko oraz strategiczne mosty na Nigrze. Gao było jednym z trzech największych miast kontrolowanych przez rebeliantów. W walkach kilkunastu islamistów poniosło śmierć. Wojska malijskie i francuskie nie poniosły strat. Jednocześnie czyniono przygotowania do zbrojnego zajęcia Timbuktu, które było atakowano z powietrza. Prowadzono również operacje rozpoznawcze nad miastem Lere, gdzie znajdowały się duże ilości grup islamistycznych. W operacji powietrznej uczestniczyło wówczas 12 myśliwców Rafale i 2500 żołnierzy na lądzie. W dniach 26 i 27 stycznia 2013 dokonano 20 uderzeń w Gao, Timbuktu i Kidal. W tym ostatnich z miast, zajętych 28 stycznia 2013 przez rebeliantów z Narodowego Ruchu Wyzwolenia Azawadu i umiarkowanych islamistów z Islamskiego Ruchu Azwadu (rozłamowców z Ansar ad-Din), w jednym z nalotów zniszczono dom Iyada ag Ghalego, lidera malijskich dżihadystów.
Początkowo francuskie siły zbrojne zajęły lotnisko pod Timbuktu. W wieży kontrolnej lotniska znaleziono 90 kg materiałów wybuchowych. Następnie po południu 28 stycznia 2013 na północ od miasta odbyło się lądowanie 200 paralotniarzy Legii Cudzoziemskiej, skaczących z pięć samolotów startujących z bazy na Wybrzeżu Kości Słoniowej. Wsparcia udzieliło im kilka śmigłowców i dronów. Po tym jak Francuzi opanowali lotnisko i okolicę zaczekali na posiłki i wraz z oddziałami 200-osobowymi malijskiego wojska, które formalnie towarzyszy im we wszystkich działaniach, ale praktycznie pełni głównie funkcje reprezentacyjne, zablokowali główne drogi prowadzące z miasta. Po wejściu do miasta, zespół zwiadowczy tropił rebeliantów. Jak się okazało cztery dni przed wejściem do miasta, islamiści podpalili bibliotekę, w której przechowywano tysiące bezcennych starożytnych rękopisów, w tym wiele sprzed VII wieku.
29 stycznia 2013 lotnisko pod Kidalem zostało zajęte przez jednostki francuskie. O godz. 21:30 żołnierze wylądowali na płycie lotniska czterema samolotami. Następnie żołnierze zajęli pozycje w rejonie lotniska. Następnie wykonano nocne loty nad miastem. 30 stycznia 2013 Kidal został całkowicie przejęty przez siły francuskie. Tym samym Francuzi przejęli trzy główne miasta północnego Mali.
2 lutego 2013 do Mali przybył francuski prezydent François Hollande. Odwiedził garnizonowe miasto Sevare, gdzie spotkał się z żołnierzami oraz władzami Mali. Podziękował wojskowym za udaną operację i powiedział, że po wycofaniu się francuskich żołnierzy, ich miejsce zajmie kontyngent AFISMA oraz przyjaciele malijscy. Hollande poruszył także kwestię cywilnych strat podczas nalotów oraz represji etnicznych. Następnie udał się do Timbuktu i Bamako, gdzie został entuzjastycznie powitany.
5 lutego 2013 patrol malijsko-francuski natknął się na pustyni pod Gao na grupę rebeliantów w wyniku czego wywiązała się zacięta potyczka. Minister obrony Jean-Yves Le Drian nazwał ją „prawdziwą wojną”. Po walkach lotnictwo zaatakowało bazy logistyczne i obozy szkoleniowe radykałów w północnych skrawkach pustynnego Mali. Le Drian ogłosił również plan stopniowego wycofywania 4 tys. francuskich na rzecz wojska narodowego Mali i kontyngentów AFISMA. 7 lutego 2013 siły francuskie zajęły jedno z ostatnich miast kontrolowanych przez rebeliantów – Aguelhok. Następnie sprzymierzeni skierowali się na północ w kierunku miasta Tessalit. Tymczasem jednostki bojowe zaczęły wycofywać się z Timbuktu.
7 lutego 2013 rebelianci MUJAO zagrozili ustanowienie w Mali nowej „strefy bojowej”, przez przeprowadzanie zamachów samobójczych, ataków partyzanckich na obiekty wojskowe oraz podkładanie min-pułapek. Na efekt nie trzeba było czekać, gdyż dzień później w Gao miał miejsce pierwszy zamach-samobójczy. Już 8 lutego 2013 zamachowiec-samobójca jadący na motocyklu wysadził się w powietrze koło wojskowego punktu kontrolnego w Gao, raniąc jednego malijskiego żołnierza. Do zamachu przyznało się MUJAO, które dodało, że był to „atak na malijskich żołnierzy, którzy zdecydowali się stanąć po stronie łotrów, wrogów islamu”. W strefach walk dochodziło również do wybuchów min. W trakcie francuskiej ofensywy w wybuchach improwizowanych ładunkach zginęło dwóch malijskich żołnierzy, a czterech zostało rannych.
Kolejny zamach samobójczy w Gao miał miejsce 9 lutego 2013. Ponownie ranny został jeden żołnierz, jednak wybuch wywołał ponadto chaos w szeregach wojsk rządowych, co umożliwiło przedostanie się partyzantów do centrum miasta. W dniach 10-11 lutego 2013 rebelianci dokonali skoordynowanego ataku na Gao, odpartego przez Francuzów. Po przeprawieniu się przez rzekę Niger na motocyklach i pirogach, zajęli tamtejszą komendę główną policji, z której ostrzeliwali 10 lutego 2013 miasto. O godz. 14. czasu lokalnego rozpoczęły się walki, podczas których wieczorem interweniowały francuskie helikoptery. W wyniku francuskiego rajdu 11 lutego 2013 rano o godz. 5:00 komenda została zburzona, a rebelianci MUJWA stracili 25 osób. 19 lutego 2013 w Górach Iforhas doszło do walk podczas przeczesywania kryjówek dżihadystów. 150 francuskich żołnierzy wspierane przez samoloty Mirage zostało ostrzelanych przez rebeliantów. W walce zginął Harold Vormezeele, żołnierz Legii Cudzoziemskiej 22. Regimentu Spadochroniarzy i 20 rebeliantów. Była to druga ofiara po stronie francuskiej podczas interwencji.
W związku z nasilającymi się atakami partyzanckimi, 19 lutego 2013 alianci rozpoczęli ofensywę w Górach Adrar des Iforas. Zamiarem taktycznym było zniszczenie baz i kryjówek islamistów co miało doprowadzić do ostatecznej klęski ekstremistów. Jednak mimo przewagi i wsparcia z powietrza już pierwszego dnia operacji poległ kolejny Francuz, a bojownicy wyprowadzili kolejny atak na Gao.
Późnym wieczorem 20 lutego 2013 w Gao rozpoczęły się uliczne walki między rebeliantami MUJAO i siłami malijskimi wspieranymi przez francuskie i nigerskie wojska pancerne. Do ataku doszło, kiedy islamiści sforsowali rzekę Niger. Rebelianci zajęli siedzibę władz w mieście, jednak siły malijskie przystąpiły do kontrataku. Na pomoc im przybyły francuskie śmigłowce Gazelle, dzięki którym odbito obiekty. W trakcie walk zginęło 15 bojowników, rannych zostało czterech malijskich żołnierzy oraz dwóch Francuzów. Podczas gdy 22 lutego 2013 w Gao dogasały walki, w mieście Kidal eksplodował samochód-pułapka oraz w Tessalit dwa samochody, w wyniku czego zginęły trzy osoby. Równocześnie w Górach Adrar des Iforas, doszło do zaciętej bitwy między dżihadystami i żołnierzami czadyjskimi. W bitwie zginęło 13 Czadyjczyków, wspieranych przez Francuzów i 93 bojowników.
22 lutego 2013 w zaciętej bitwie w Adrar des Iforas poległo 13 żołnierzy czadyjskich i 93 islamistów. Wysoka liczba zabitych Czadyjczyków była efektem zorganizowania się rebeliantów na trudnym pustynnym i górzystym terenie oraz słabą koordynacją francusko-czadyjskiej współpracy bojowej. Po silnym ciosie zadanym wojskom sprzymierzonym, na płaskowyż wysłano 1200 Francuzów, którzy przeczesywali kryjówki bojowników. Przełom lutego i marca 2013 okazał się pomyślniejszy dla sił interwencyjnych, gdyż w walkach zabito dowódcę polowego AQIM Abu Zajda (25 lutego 2013) oraz Muchtara Bilmuchtara (2 marca 2013; jego śmierć nie została oficjalnie potwierdzona). W marcu 2013 w wyniku walk na płaskowyżu oraz działań partyzanckich poległo trzech kolejnych francuskich żołnierzy. Ponadto terroryści przeprowadzili egzekucje francuskiego zakładnika porwanego w Mali i dokonywali częstych ataków na wojskowe punkty wojskowe oraz miasta zajęte przez Francuzów.
W kolejnych dniach przeprowadzono akcje poszukiwania członków radykalnych grup w górskich kryjówkach. Francuzi przyczesywali dom po domu oraz bazy i obiekty wzniesione przez bojowników. Do tego trwały zacięte walki w których zginęło kolejnych kilkudziesięciu dżihadystów, w tym 25 lutego 2013 główny dowódca polowy AQIM – Abdelhamid Abu Zajd, zabity przez Czadyjczyków. Z kolei w nocy 2 marca 2013 operujący w górskich kryjówkach czadyjscy żołnierze zniszczyli rebeliancką bazę, zabijając kilku terrorystów, wśród których był Muchtar Bilmuchtar. Al-Kaida potwierdziła zgon Abu Zajda, jednak zaprzeczyła śmierci Bilmuchtara. Śmierć Zajda została 23 marca 2013 oficjalnie potwierdzona przez Francuzów na podstawie testów DNA. Następcą Zajda został Algierczyk Dżamel Okasza.

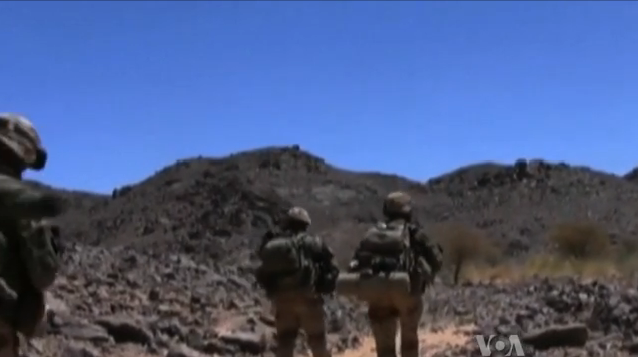
Francuscy żołnierze w Górach Ighofas

27 lutego 2013 Francuzi przejęli wioskę Iminenas, 60 km od Gao. 2 marca 2013 rebelianci MUJAO i AQIM przeprowadzili kontratak na pozycje francusko-malijskie, jednak został on krwawo odparty, gdyż w walkach trwających od 9:30 do 14:00 zabito 52 dżihadystów. 2 marca 2013 w walkach w masywie górskim Ifoghas poległ francuski żołnierz, który okazał się trzecią ofiarą operacji Serwal. Z kolei w nocy z 4 na 5 marca 2013 siły sprzymierzone zabiły 15 rebeliantów, podczas przeczesywania ich kryjówek. 6 marca 2013 w walkach pod Tin Keraten, 100 km na wschód od Gao poległ francuski żołnierz sierżant 68. afrykańskiego pułku artylerii – Wilfried Pingaud. 17 marca 2013 w wybuchu improwizowanego ładunku wybuchowego na południe od Tessalit zginął francuski kapral 1. Pułku Piechoty Morskiej – Alexandre Van Dooren. Była to piąta francuska ofiara w Mali.
W dniach 12-17 marca 2013, 460 francuskich żołnierzy prowadziło operację pod kryptonimem Doro 3 pod miasteczkiem Djebock, nieopodal Gao. W rajdach na wioski In Zekouan, Teurteli i Temuy przejęto i zniszczono sprzęt osiem pick-upów należących do islamistów, zajęto ich tereny oraz zabito 15 rebeliantów. W nocy z 17-18 marca 2013 w Gao nastąpiło kilka eksplozji, po których Francuzi zniszczyli cztery wyrzutnie rakietowe.
20 marca 2013 Al-Ka’ida Islamskiego Maghrebu ogłosiła, iż przeprowadziła egzekucje na francuskim zakładniku Philippe Verdonie porwanym z hotelu w Hombori 24 listopada 2011. Verdon przybył wówczas do Mali w sprawach biznesowych. Tymczasem miasto Gao było nadal areną oporu islamistów, którzy przeprowadzali tam pojedyncze ataki i zamachy samobójcze. W serii ataków na kilka dni przed egzekucją Verdona w Gao Francuzi zabili 15 rebeliantów. Jeden z poważniejszych ataków nastąpił w dniach 20-21 marca 2013 (odparty przez sprzymierzeńców atak bojowników na lotnisko w Timbuktu; Francja użyła samolotów Mirage2000D) oraz 23-24 marca 2013, kiedy to wojska sprzymierzone odparły natarcie na punkty wojskowe i zabiły siedmiu bojowników MUJAO
Nad ranem 31 marca 2013 zamachowiec-samobójca wysadził się na blokadzie drogowej przed Timbuktu. Ranny został jeden z malijskich żołnierzy. Po zamachu w Timbuktu rebelianci zdołali przedrzeć się do centrum Timbuktu, gdzie doszło do bitwy z żołnierzami malijskimi i francuskimi. Podczas walk interweniowało francuskie lotnictwo, które zbombardowało atakujących rebeliantów. Zginęło 11 partyzantów, 3 żołnierzy malijskich oraz sześciu cywilów. W komunikacie Al-Ka’ida Islamskiego Maghrebu przekazała, iż za atakiem stał batalion pod byłym dowództwem Abu Zajda. Szturm na Timbuktu był odwetem za jego śmierć. Po zakończeniu walk, 1 kwietnia 2013, malijscy wojskowi przeczesywali domy w Timbuktu w poszukiwaniu ukrywających się dżihadystów.
W dniach 6-7 kwietnia 2013 Francja przeprowadziła w dolinie w pobliżu Gao zakrojoną operację w wyniku której zniszczono bazy logistyczne rebeliantów AQIM. 8 kwietnia 2013 z Mali wycofał się pierwszy 100-osobowy francuski batalion, który wylądował w Pafos na zachodzie Cypru. Był to początek wycofywania się francuskich żołnierzy, których zastąpią siły AFISMA. 14 kwietnia 2013 władze Czadu także poinformowały, iż rozpoczęły odwrót z Mali. Na początku wycofany został jeden batalion, który eliminował rebeliantów na terenach pustynnych. Czad do tej pory utrzymywał w strefie konfliktu ponad 2 tys. żołnierzy. Oświadczenie prezydenta Czadu padło dwa dni po zamachu w Kidalu, gdzie zamachowiec-samobójca wysadził się w powietrze na miejscowym targowisku, które patrolowali czadyjscy żołnierze. W wyniku eksplozji zginęło czterech wojskowych. 29 kwietnia 2013 wyspecjalizowany patrol francuskich sił specjalnych poruszający się w pojazdach opancerzonych wjechał na minę-pułapkę między Tinzawatène i Boghassa w wyniku czego zginął kapral Stéphane Duval.
25 maja 2013 Francuzi rozpoczęli kolejny etap wycofywania. Tego dnia konwój ciężarówek wyjechał z Bamako do Wybrzeża Kości Słoniowej. Tymczasem w maju 2013 siły AFISMA liczyły 6,3 tys., z czego 2 tys. stanowili Czadyjczycy, którzy w połowie kwietnia 2013 rozpoczęli wycofywanie się z Mali, podobnie jak Francuzi. Wówczas Rada Bezpieczeństwa ONZ rozważała utworzenia batalionu pod egidą ONZ – MINUSMA, liczącego według zamierzeń 12,6 tys. żołnierzy. Siły ONZ, według rezolucji RB ONZ nr 2100 z 25 kwietnia 2013, objęły mandat misji w Mali, 1 lipca 2013.
Uszczuplanie kontyngentu francuskiego nie oznaczało zakończenie działań bojowych. W dniach od 24 czerwca do 9 lipca 2013, ponad 600 wojskowych wzięło udział w operacji pod kryptonimem „Netro” na wschód od Gao. Działania lądowe były prowadzone wspólnie z dwustoma żołnierzami nigeryjskimi i 80 malijskimi, przy aktywnym wsparciu lotnictwa francuskiego. Była to pierwsza operacja podczas której wojska francuskie współpracowały z batalionem należącym do sił MINUSMA. Z kolei w dniach 21 lipca – 21 sierpnia 2013 przeprowadzono operację „Centaur” mającą na celu zabezpieczenie wyborów prezydenckich odbywających się na przełomie lipca i sierpnia 2013.
30 lipca 2013 w wypadku samochodowym zginął francuski wojskowy brygadier Marc Martin-Vallet, a drugi żołnierz został ranny. Do wypadku doszło na polnej drodze 20 km od Douentzy, kiedy kierowca próbował ominąć dziurę i wpadł do rowu. Tym samym liczba zabitych żołnierzy wzrosła do siedmiu. Zasadnicza część operacji „Centaur” toczyła się w okolicach miast Kidal, Tessalit i Aguelhok. Brało w niej udział 800 Francuzów, którzy zajmowali składy broni (zabezpieczono ok. 4000 sztuk broni ciężkiej, moździerzy, rakiet, materiałów wybuchowych). Siły uczestniczące w operacji brały udział w działaniach logistycznych związanych z wyborami, m.in. zabezpieczenie transportów kart wyborczych, zapewnienie bezpieczeństwa lokali wyborczych. Obie tury wyborów odbyły się bez przeszkód. Po wyborach siły lotnicze prowadziły operacje zaopatrzeniowe, wywiadowcze oraz transportowe.
31 sierpnia 2013 miała miejsce operacja „Smok” w której uczestniczyło 400 wojskowych francuskich oraz 1500 nigeryjskich i senegalskich, a także malijska policja. Celem operacji było zabezpieczenie arterii między Gao i Aguelhok, na czas przejazdu dużego konwoju logistycznego do Gao. Podobną operację („Konstruktor”) przeprowadzono 17 września 2013 na trasie Gao-Bourem.
François Hollande, który przybył 19 września 2013 do Bamako na ceremonię zaprzysiężenia nowo wybranego prezydenta Ibrahima Boubacara Keity, zapowiedział wygranie wojny z islamistami i pozostawienie wojsk francuskich w Mali tak długo jak będzie to konieczne. „Wygraliśmy wojnę, wypędziliśmy terrorystów, zagwarantowaliśmy bezpieczeństwo północy - powiedział prezydent Hollande”. Ogłosił tym samym sukces interwencji zbrojnej. W dniach 22-23 września 2013 francuski minister obrony, Jean-Yves Le Drian, przebywał w Gao, gdzie odwiedził francuskich wojskowych, oraz oddział misji szkoleniowej EUTM Mali. Podczas dnia święta niepodległości Mali wziął udział w obchodach i spotkał się władzami sił zbrojnych oraz MINUSMA.
28 września 2013 doszło do zamachu samobójczego w Timbuktu, kiedy to czterech zamachowców AQIM wysadziło się w powietrze zabijając siedmiu malijskich żołnierzy i dwóch cywilów. W odwecie 1 października 2013 francuski helikopter ostrzelał pozycje islamistów w Douaya pod Timbuktu, zabijając 10 partyzantów.
2 listopada 2013 doszło do mordu na dwóch francuskich dziennikarzach – Claude Verlon i Ghislaine Dupont. Przeprowadzali oni w Kidalu wywiad z jednym z członków MNLA, po czym zostali uprowadzeni przez terrorystów z AQIM i wywiezieni poza miasto. Jednak po drodze samochód terenowy porywaczy uległ uszkodzeniu, przez co na miejscu, 12 km od Kidalu, terroryści rozstrzelali dziennikarzy, po czym pieszo uciekli na pustynię, obawiając się pościgu sił francuskich, gdyż w dniach 20 października – 2 listopada 2013 Francuzi prowadzili szeroko zakrojoną operację „Hydra” w okolicach Timbuktu. Po zabójstwie siły malijskie aresztowały 35 podejrzanych osób, z kolei władze francuskie ogłosiły wzmocnienie liczącego 3 tys. kontyngentu.
Na początku grudnia 2013 wojska francuskie, które wówczas w Mali liczyły 2,8 tys. żołnierzy, manewrowały wokół Timbuktu. 10 grudnia 2013 żołnierze starli się z AQIM pod Araouane. W potyczce zginęło 19 dżihadystów.
W dniach 24 listopada i 15 grudnia 2013 w Mali przeprowadzono wybory parlamentarne. Wybory były zabezpieczane przez malijskie siły bezpieczeństwa, wojsk MINUSMA oraz Sił Szybkiego Reagowania wchodzące w skład operacji Serwal.